# Лазаревское кладбище (Москва)

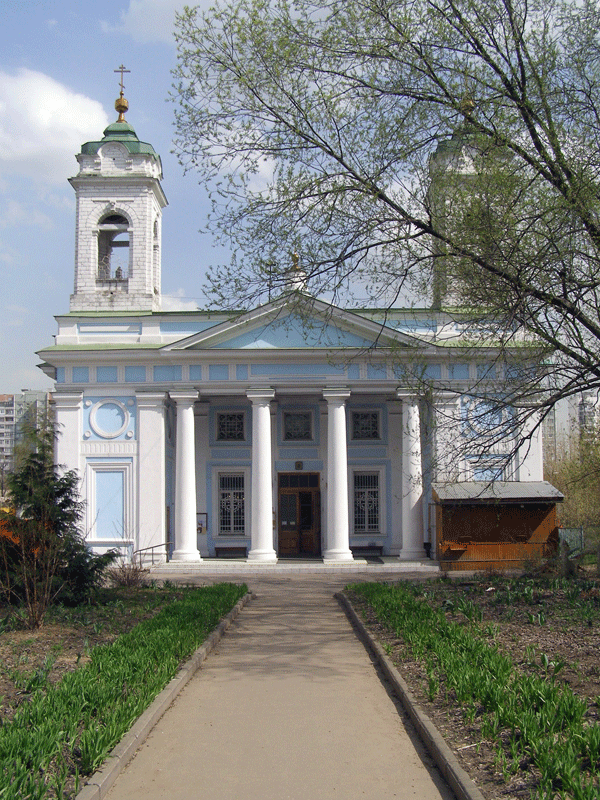
Храм Сошествия Святого Духа на бывшем Лазаревском кладбище

Ла́заревское кла́дбище — первое московское общегородское кладбище, находившееся в Марьиной Роще (ул. Советской Армии 12.). Уничтожено в 1930-е годы.

## История
В XVII—XVIII веках здесь было небольшое немецкое кладбище для иноверцев. В 1746 году сюда же был переведён «Убогий дом», куда привозили неопознанные трупы.
В 1750 году здесь, на тогдашней окраине Москвы, в Марьиной Роще, в месте, окружённом густым Марьинским лесом, было устроено общее городское кладбище для бедных, а также для тех, кто умер «дурной смертью».
Свой специальный статус кладбище сохраняло до эпидемии чумы 1771 года, когда оно вместе с десятком новых «чумных» кладбищ, открытых уже за городской чертой, стало местом, где хоронили тысячи умерших москвичей, жертв чумы. В следующем XIX веке на кладбище уже хоронили купцов, духовенство, военных и артистов.
В 1782—1786 гг. на средства титулярного советника Луки Ивановича Долгова был построен и освящён трёхпрестольный храм Сошествия Святого Духа.
К началу XX века Лазаревское кладбище было довольно запущенным. Как писал в 1916 году историк Москвы А. Т. Саладин (1876—1918), оно «далеко не ласкает взгляда. Спрятавшись от шума за прочными стенами, кладбище покрыто буйной растительностью». Всего в этом месте насчитывалось около 50 тыс. захоронений на 22 гектарах земли.
В 1934 году кладбище было закрыто, а в 1937 году ликвидировано. Большую часть могил сровняли до войны, а последние уничтожили бульдозерами уже в послевоенные годы. Часть останков перенесли на другие кладбища, но большинство захоронений так и осталось под землёй. На территории кладбища открыли детский парк «Фестивальный».
В середине семидесятых годов XX века через территорию кладбища была проложена проезжая часть улицы Сущёвский Вал (сейчас — участок Третьего транспортного кольца Москвы).

## Известные люди, похороненные на кладбище
См. также: Похороненные на Лазаревском кладбище (Москва)
- Борисов Иван Николаевич (1858—1928) — выдающийся русский инженер-железнодорожник.
- Васнецов, Виктор Михайлович (1848—1926) — русский художник-живописец и архитектор, мастер исторической и фольклорной живописи (останки перенесены на Введенское кладбище).
- Зыбелин, Семён Герасимович (1735—1802) — медик, основатель Медицинского факультета ПМИ.
- Каринский, Иоанн Александрович (1815—1891) — священник Церкви Николая Чудотворца в Кобыльском со своей супругой.
- Кондратьев, Иван Кузьмич (1849—1904) — историк, москвовед, поэт, песенник, писатель, переводчик.
- Костров Ермил Иванович (1755—1796) — русский поэт и переводчик.
- Кушнерёв, Иван Николаевич (1827—1896) — очеркист, редактор, издатель, владелец типографий.
- Мухин А. А. — русский авиатор, погибший в 1914 г. на Ходынском аэродроме.
- Никитин, Николай Васильевич (1828—1913) — русский архитектор, председатель МАО
- Спасский, Михаил Фёдорович (1809—1859) — метеоролог, доктор физики и химии.
- Тимковский, Роман Фёдорович (1785—1820) — историк, профессор греческой и латинской словесности.
- Сандунов, Сила Николаевич (1756—1820) — актёр, основатель Сандуновских бань.
- жена Виссариона Григорьевича Белинского Мария Васильевна (урожденная Орлова) (1890).
- мать Фёдора Михайловича Достоевского — Мария Фёдоровна Достоевская (1800—1837), тётка — Александра Фёдоровна Куманина; в 2017 году на место захоронения М. Ф. Достоевской за восстановленным храмом Сошествия Святого Духа возвращён надгробный камень, с 1930-х хранившийся в фондах московского музея Ф. М. Достоевского.
- протоиерей Николай Скворцов со своей супругой (1917).